# Мирелейон
Миреле́йон (греч. Μυρελαίου) — дворец византийского императора Романа Лакапина в Константинополе, от которого сохранилась единственная церковь начала X века, обстроенная со всех сторон современными зданиями и действующая в качестве мечети Бодрум-джами (тур. Bodrum Camii).
Ещё до взошествия на престол Лакапин приобрёл «дом мирры» неподалёку от берега Мраморного моря и начал строительство здесь дворца, который должен был соперничать в великолепии с Большим императорским дворцом, расположенном на расстоянии километра. В основу дворца Лакапина легла превращённая в цистерну ротонда V века с куполом диаметром 41,8 м — вторым по величине после римского Пантеона.
После изгнания Лакапина из столицы дворец был обращён в женский монастырь, а в построенной императором дворцовой церкви нашли упокоение не только он сам, но и его супруга и сын-соправитель Христофор. Роман и Христофор были первыми императорами, похороненными за пределами церкви Двенадцати Апостолов.
Во времена Латинской империи семейная святыня Лакапинов была предана огню и заброшена. Только в 1500 году визирь Баязида II обратил внимание на пустующий храм, отремонтировал здание монастырского кафоликона, пристроил к нему минарет и превратил в мечеть, которая, впрочем, пустовала после разрушительных пожаров 1784 и 1900 годов. В 1964—65 годах была предпринята довольно варварская попытка реставрации, следы которой удалось загладить только к 1986 году.
Средневековый интерьер Мирелейона ныне безвозвратно утрачен, однако внешний облик храма не претерпел значительных изменений. Длина стены четверика не более девяти метров; над ним парит световой барабан с полукруглыми окнами.

## Галерея
- Мечеть в 1877 году
- План здания, один из первых образцов крестово-купольной церкви.
- Интерьер Бодрум-джами
- Потолок Бодрум-джами
- Интерьер Бодрум-джами
- Вид на Бодрум-джами снизу
- Склеп Бодрум-джами
- Фреска Бодрум-джами в крипте

1. ↑  archINFORM (нем.) — 1994.
2. 1 2  https://www.thebyzantinelegacy.com/myrelaion